# Pseudhemithea euopla
Pseudhemithea euopla är en fjärilsart som beskrevs av Louis Beethoven Prout 1930. Pseudhemithea euopla ingår i släktet Pseudhemithea och familjen mätare. Inga underarter finns listade i Catalogue of Life.